# Kanton Brezolles
Der Kanton Brezolles war bis 2015 ein französischer Wahlkreis im Arrondissement Dreux, im Département Eure-et-Loir und in der Region Centre-Val de Loire; sein Hauptort war Brezolles. Der Kanton hatte eine Fläche von 254,84 km². Vertreter im Generalrat des Départements war zuletzt von 2001 bis 2015 Gérard Sourtsseau (DVD).

## Gemeinden
Der Kanton umfasste 18 Gemeinden:
| Gemeinde                      | Einwohner Jahr | Fläche km² | Bevölkerungsdichte | Code INSEE | Postleitzahl |
| ----------------------------- | -------------- | ---------- | ------------------ | ---------- | ------------ |
| Beauche                       | 281 (2013)     | 16,6       | 17 Einw./km²       | 28030      | 28270        |
| Bérou-la-Mulotière            | 329 (2013)     | 13,2       | 25 Einw./km²       | 28037      | 28270        |
| Brezolles                     | 1903 (2013)    | 14,23      | 134 Einw./km²      | 28059      | 28270        |
| Châtaincourt                  | 243 (2013)     | 14,82      | 16 Einw./km²       | 28087      | 28270        |
| Les Châtelets                 | 96 (2013)      | 9,92       | 10 Einw./km²       | 28090      | 28270        |
| Crucey-Villages               | 468 (2013)     | 43,97      | 11 Einw./km²       | 28120      | 28270        |
| Dampierre-sur-Avre            | 693 (2013)     | 18,27      | 38 Einw./km²       | 28124      | 28350        |
| Escorpain                     | 251 (2013)     | 9,42       | 27 Einw./km²       | 28143      | 28270        |
| Fessanvilliers-Mattanvilliers | 172 (2013)     | 11,63      | 15 Einw./km²       | 28151      | 28270        |
| Laons                         | 724 (2013)     | 15,78      | 46 Einw./km²       | 28206      | 28270        |
| La Mancelière                 | 218 (2013)     | 5,9        | 37 Einw./km²       | 28231      | 28270        |
| Montigny-sur-Avre             | 259 (2013)     | 7,26       | 36 Einw./km²       | 28263      | 28270        |
| Prudemanche                   | 257 (2013)     | 15,43      | 17 Einw./km²       | 28308      | 28270        |
| Revercourt                    | 22 (2013)      | 5,53       | 4 Einw./km²        | 28315      | 28270        |
| Rueil-la-Gadelière            | 544 (2013)     | 18,44      | 30 Einw./km²       | 28322      | 28270        |
| Saint-Lubin-de-Cravant        | 55 (2013)      | 6,93       | 8 Einw./km²        | 28346      | 28270        |
| Saint-Lubin-des-Joncherets    | 4121 (2013)    | 14,46      | 285 Einw./km²      | 28348      | 28270        |
| Saint-Rémy-sur-Avre           | 3831 (2013)    | 13,05      | 294 Einw./km²      | 28359      | 28270        |